# Барселона — Эль-Прат
Международный аэропорт Барсело́на — Эль-Прат имени Жозепа Таррадельяса (кат. Aeroport Josep Tarradellas Barcelona – el Prat, исп. Aeropuerto Josep Tarradellas Barcelona-El Prat) — международный аэропорт, крупнейший в Каталонии и второй по пассажирообороту в Испании.

## Описание
Аэропорт расположен приблизительно в десяти километрах юго-западнее центра Барселоны в муниципалитете Эль-Прат-де-Льобрегат. В 2012 году услугами аэропорта воспользовался 35 131 771 пассажир. Маршрут в аэропорт Мадрид-Барахас является крупнейшим в мире по количеству пассажиров. Однако с февраля 2008 года была введена высокоскоростная железнодорожная магистраль между городами, и количество рейсов самолётов стало уменьшаться.
16 июня 2009 года открылся новый терминал аэропорта площадью в 545 000 м² (занимает 22-ю строчку в списке крупнейших зданий и сооружений мира (по площади помещений)), получивший название Т1 и построенный по проекту архитектора Рикардо Бофиля. Сегодня международный аэропорт Барселоны имеет три взлётно-посадочных полосы длиной от 2540 метров до 3352 метров, две — асфальтовые и одну бетонную.
Для авиакомпании Vueling Airlines аэропорт Барселоны является центральным, для Air Europa и Iberia Airlines — одним из важнейших узлов. Кроме пассажирских рейсов аэропорт принимает и отправляет также грузовые.
В настоящий момент в аэропорту действуют два терминала Т1 и Т2, последний был построен намного раньше и включает в себя три сектора А, В и С. Между терминалами курсирует бесплатный автобус-шаттл, а от железнодорожной станции вблизи терминала Т2 организован шаттл до нового терминала Т1.

## Транспорт в аэропорт
Аэропорт с Барселоной связывают скоростная автомагистраль, железная дорога, линия метро и автобусное сообщение.
В феврале 2016 года открылся новый участок метрополитена (L9 Sud), который связал два терминала аэропорта с городом.

## Галерея

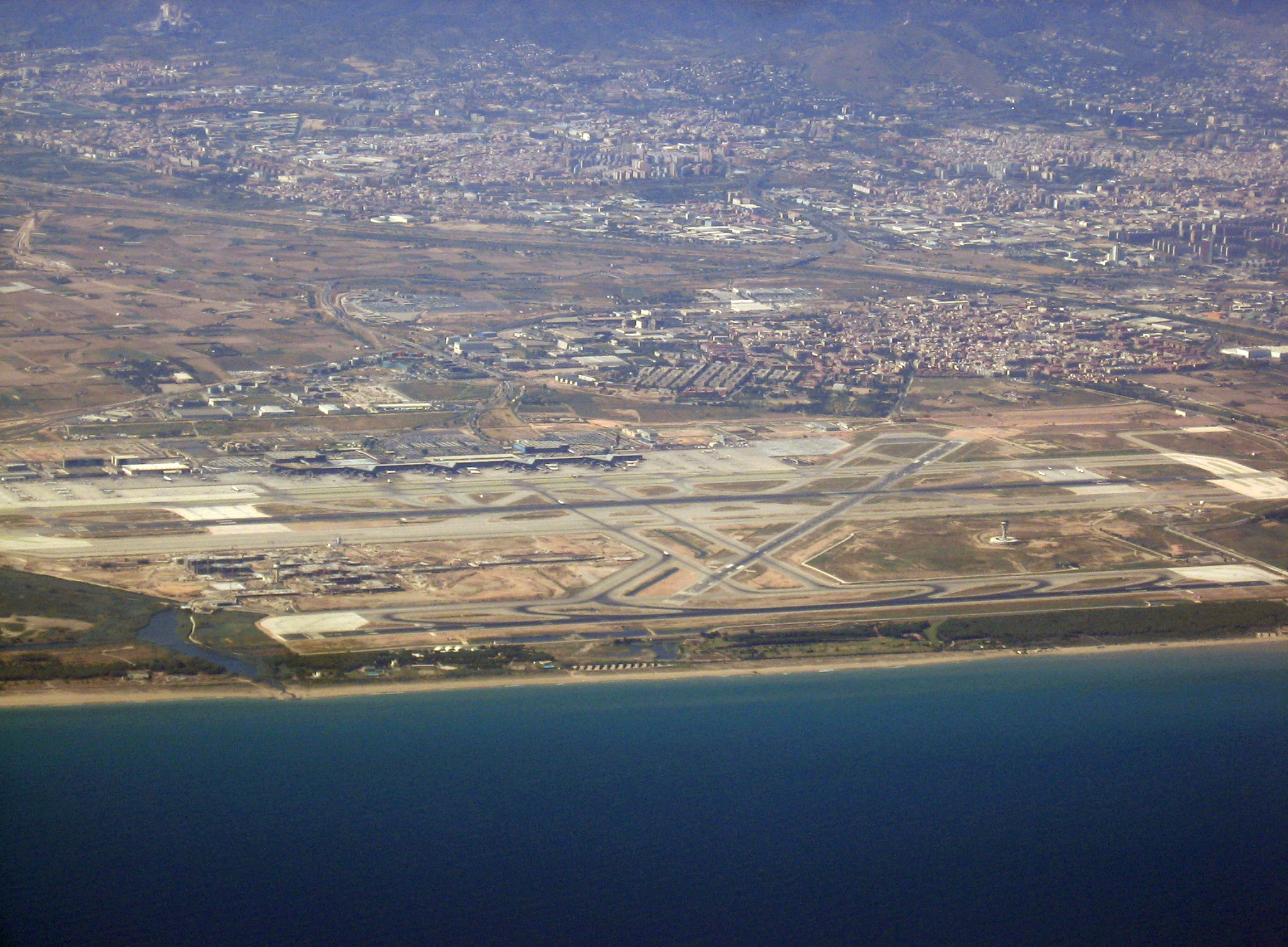
Вид на аэропорт с высоты птичьего полёта
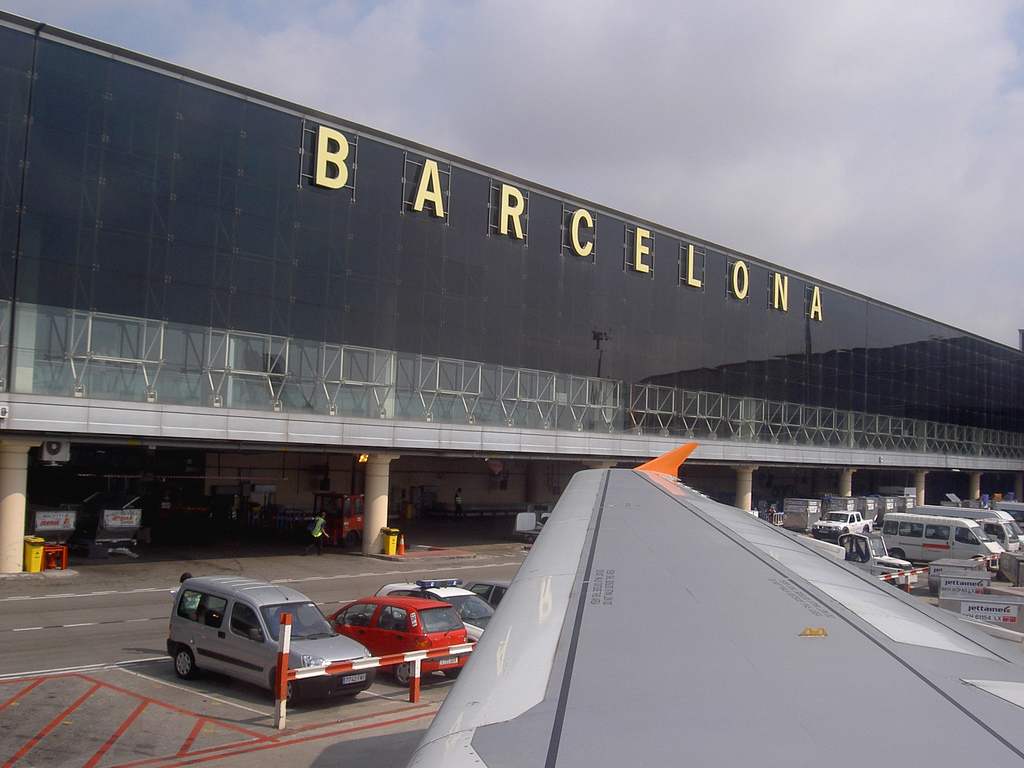
Старый терминал аэропорта
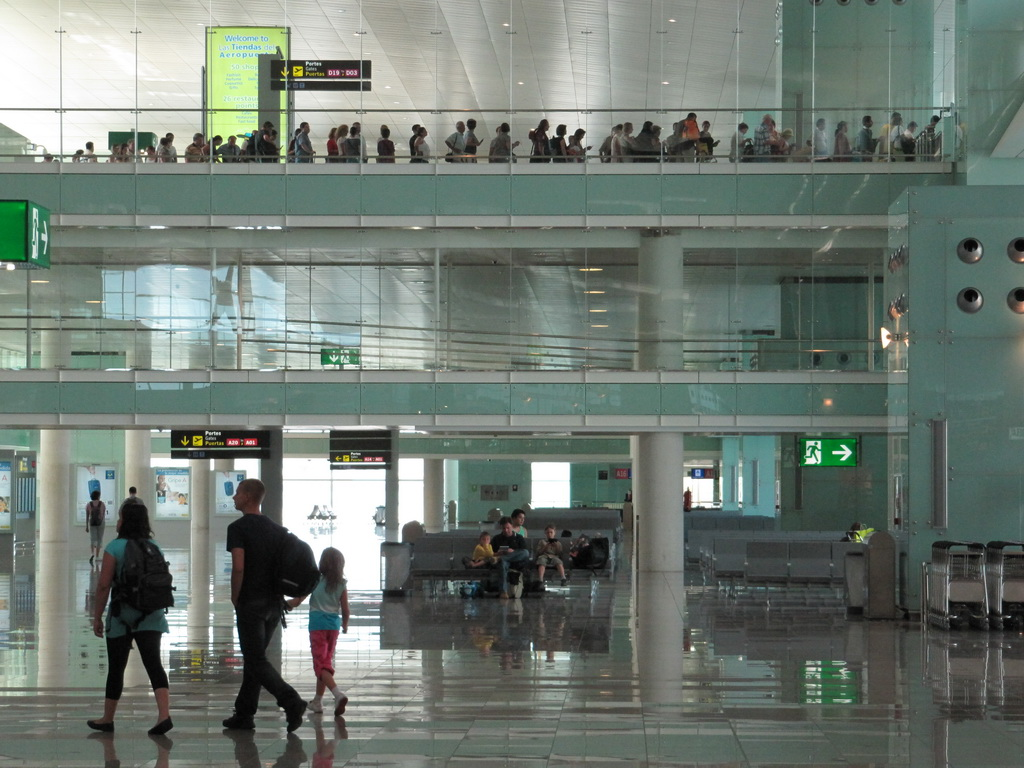
В новом терминале Т1
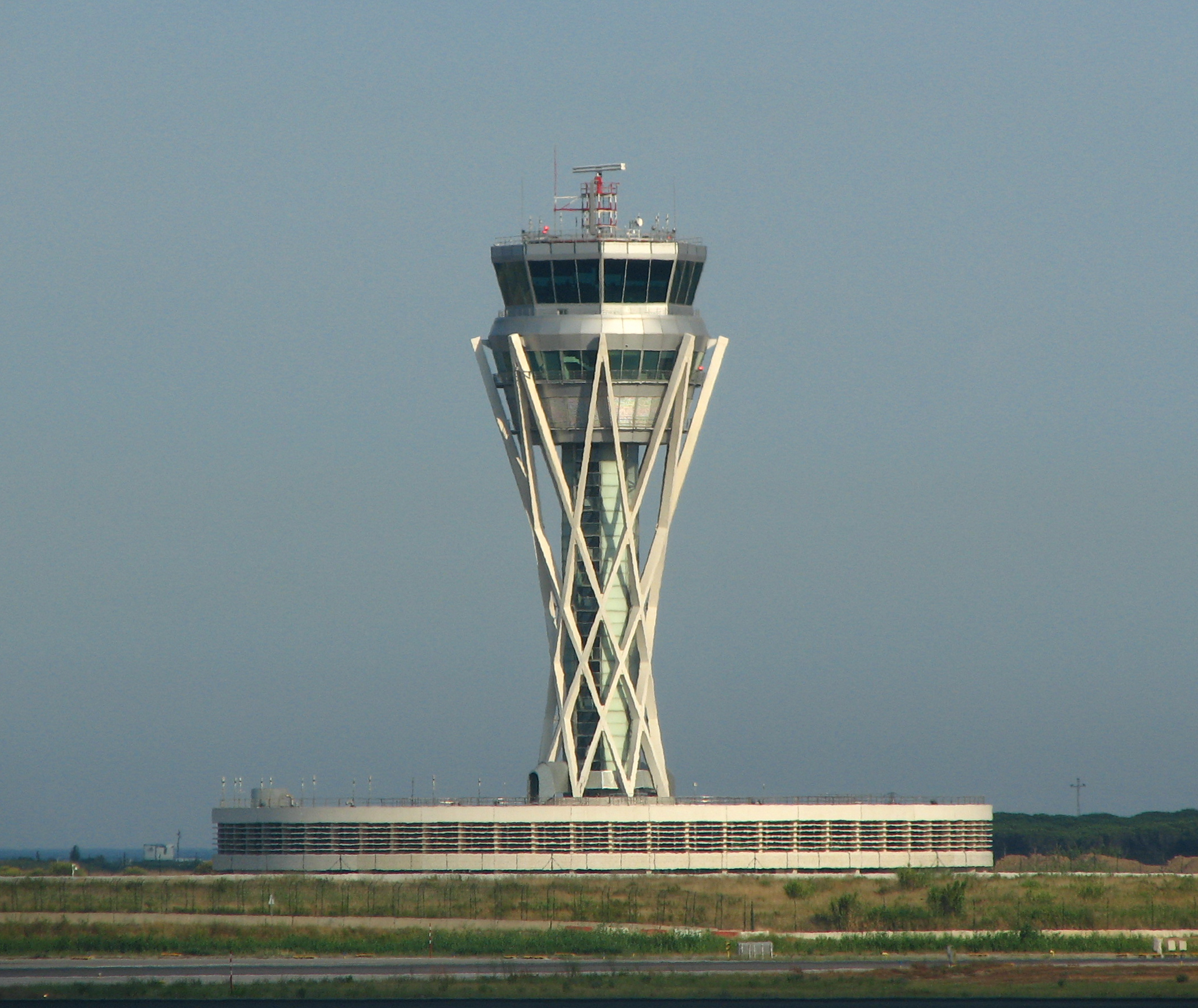
Диспетчерская башня гиперболоидного типа